# Ударні військово-морські сили НАТО
Ударні військово-морські сили НАТО (англ. Naval Striking and Support Forces NATO (STRIKFORNATO)) — військово-морський підрозділ НАТО, експедиційні війська, призначені для підтримки, планування та проведення ударних операцій на морі, стримування агресії проти країн-членів НАТО на морі та проведення спільних навчань.

## Історія
У грудні 1952 Головнокомандувачем Союзних військ у Південній Європі приймається рішення про створення Головних ударних військово-морських сил Південної Європи (англ. Commander, Naval Striking and Support Forces Southern Europe). 15 березня 1953 створюються STRIKFORSOUTH, а Головні ударні військово-морські сили Південної Європи перепідпорядковуються CINCSOUTH. Командувачем новоутвореної структури став командувач Шостого флоту США. У 1957 зона відповідальності STRIKFORSOUTH була збільшена, та стала охоплювати увесь Середземноморський театр, створено оперативні пункти у Туреччині та Італії. Основним завданням організації була контр-атака та підтримка піхотної атаки десантом у Середземноморському регіоні. У 1960-х STRIKFORSOUTH також займався плануванням ядерного удару у відповідь на збільшення збройної потуги СРСР у Середземному морі. У 1990-х STRIKFORSOUTH брав участь у проекті НАТО зі створення MNATF — багатонаціональних сил швидкого реагування та брав участь в операції у Косово.
У 1999 відбулась реорганізація структури НАТО. STRIKFORSOUTH перепідпорядкували CINCSOUTH. До 2004 організація мала невизначений статус, при цьому беручи участь у військових маневрах і навчаннях. 1 липня 2004 за ініціативи Сполучених Штатів Америки на базі STRIKFORSOUTH було створено Ударні військово-морські сили НАТО (STRIKEFORNATO), зона відповідальності яких покривала територію усіх держав-членів НАТО. 3 липня 2007 після підписання Меморандуму до роботи Сил долучилась Польща. 24 квітня 2012 до роботи Сил долучилась Португалія. В зв'язку з цим штаб-квартира організації переїхала до Оейрашу, Португалія.

## Функції
Ударні військово-морські сили НАТО виконують функції з оборони, контр-атаки, планування та підготовки воєнних дій Альянсу на морі, проведення навчань та маневрів. При цьому організація тісно співпрацює з Військово-морськими силами Сполучених Штатів Америки.

### Операції
- забезпечення зв'язку та постачання для операції KFOR;
- планування операції НАТО у Лівії.

## Країни-учасники
- США
- Франція
- Німеччина
- Греція
- Італія
- Нідерланди
- Іспанія
- Туреччина
- Велика Британія
- Польща
- Португалія